# Книга захоплення Ірландії

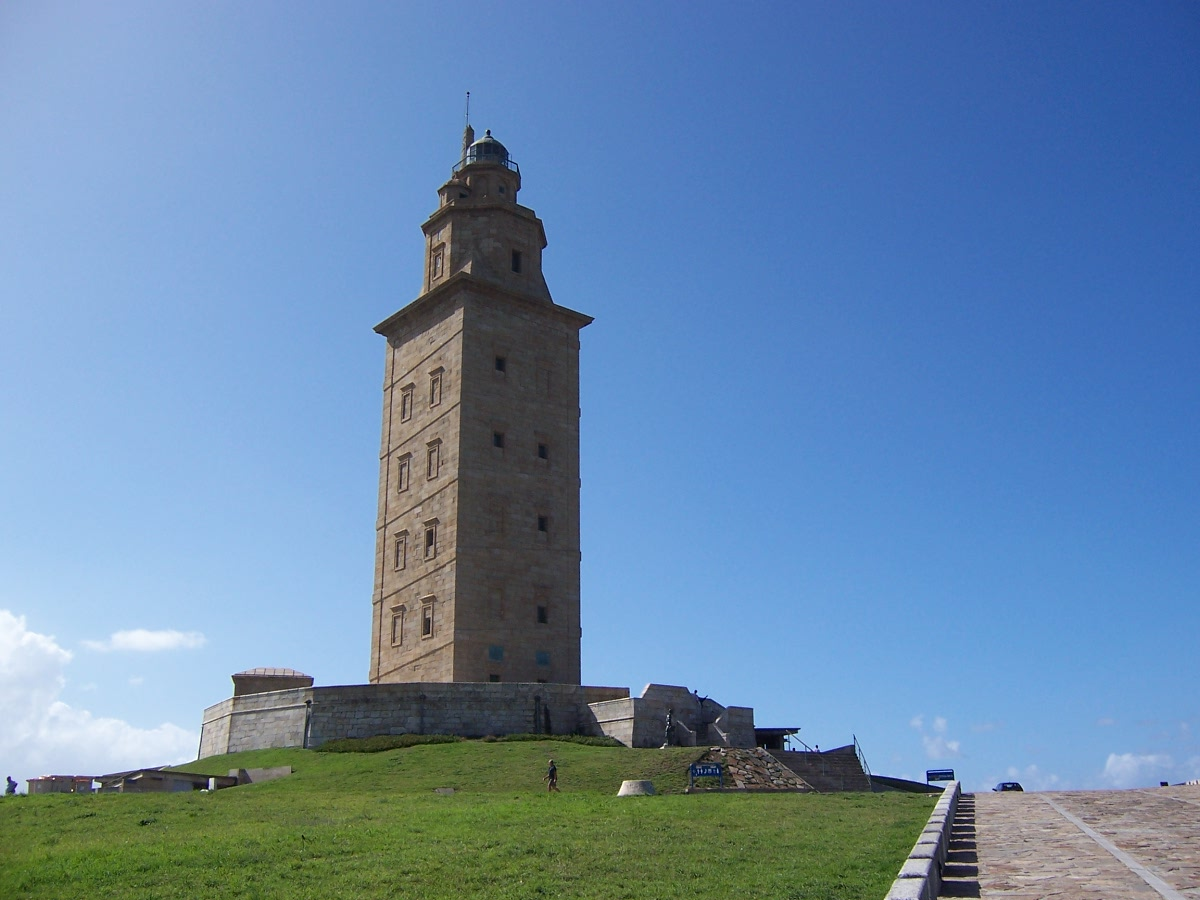
Вежа Бреогана біля Ла-Коруньї, побудована в 2 столітті, з якої, згідно з ірландською і галісійською міфологічною історією, Бреоган, батько Іта, очільника першої іберо-кельтської експедиції до Ірландії, вперше побачив Ірландію, розташовану за 900 км північніше.

Книга захоплення Ірландії або Книга захоплень (ірл. Lebor Gabála Érenn) — об'ємний збірник віршованих та прозових оповідань, що розповідає міфологічну версію походження і історії ірландського народу від створення світу до середньовіччя. Ці важливі для вивчення фольклорної історії Ірландії записи були зібрані і записані невідомим ученим в середні віки і являють собою суміш міфів, легенд, історії, фольклору, християнської історіографії, з політичних міркувань часто спотворених, а іноді і плодів чистої вигадки.
Цей збірник давніх ірландських міфів та легенд, що передавались протягом багатьох століть з уст в уста носіями ірландської традиційної культури — філідами та друїдами та був записаний у V—IX століттях ірландськими монахами.
У книзі, що має псевдоісторичний характер, розповідається про кілька хвиль завоювань Ірландії різними племенами — парталонами, немедійцями, фірболгами, фоморами, племенами богині Дану, гойделами або «синами Міля» (мілезійцями). Низка персонажів перших хвиль завоювань — вождів різних племен носять чисто казкових або міфологічний характер, їх імена збігаються з іменами богів кельтського пантеону: Дагда, Луг, Огма. Рання історія Ірландії тут виглядає як перероблення кельтських космологічних міфів, носіями яких були у дохристиянську епоху історії Ірландії друїди. Проте, в книзі безперечно є відгомін далеких реальних подій — кількох хвиль міграцій різних племен на острів Ірландія. Кожна наступна хвиля переселенців зіштовхувалась з далеко не дружнім ставленням аборигенного населення, що супроводжувалось військовими конфліктами, що і знайшло відображення у книзі. Кінець книги плавно перетікає в історію реальних вождів кельтських племен, що дали початок багатьом династіям дрібних королівств середньовічної Ірландії.
У книзі присутня як історизація міфу, так і міфологізація історії. І відділити міф від історичної правди практично неможливо. Книга являє собою епос в якому історія не нашаровується на міф, а розповідається по міфологічному канону. Згідно з міфами предки різних племен, що заволодівали Ірландією, переселялись на острів або з далеких «північних островів» (як це зробили «племена богині Дану»), або з материка. Останній міграції — мілезійців — «синів Міля», які безперечно були кельтами, приписують міграцію з Іспанії. При цьому стверджується, що предки гойделів — одного з кельтських племен, які переселились в Ірландію, жили спочатку в Скіфії, звідти переселились в Іспанію, а вже звідти в Ірландію.